# フィルター (数学)
フィルター (filter) とは半順序集合の特別な部分集合のことである。実際には半順序集合として、特定の集合の冪集合に包含関係で順序を入れた物が考察されることが多い。フィルターが初めて用いられたのは一般位相幾何学の研究であったが、現在では順序理論や束の理論でも用いられている。順序理論的な意味でのフィルターの双対概念はイデアルである。
類似の概念として1922年にエリアキム・H・ムーアと H. L. スミスによって導入されたネットの概念がある。

## 歴史
1936年9月のブルバキ会合ではアンドレ・ヴェイユによる数学原論の「位相」 の草稿に関して議論がなされた。その草稿でヴェイユは点列の収束を議論する上で空間に第二可算公理の成立を要求していたが（下の#位相幾何学におけるフィルターも参照）、この制限を除くためにアンリ・カルタンが会合中に見つけた解決の糸口がフィルターである。
フィルターの概念の初出として一般に言及されるのは、ブルバキの他メンバーの勧めを基にカルタンが翌年に提出した2つの論文である。

## 定義
半順序集合 (P, ≤) の空でない部分集合 F は次の条件を満たすときフィルターと呼ばれる。
1. F の任意の元 x と y について、F の元 z が存在して z ≤ x と z ≤ y が成立している。（F は フィルター基である）（Fは双対順序が有向集合である）
2. F の任意の元 x について、x ≤ y となるような P の元 y は F に入っている。（F は 上に開いている）（Fは上方集合である）
3. P 全体と一致しないようなフィルターは固有フィルターあるいは真のフィルターともよばれる。この条件はしばしばフィルターの定義の一つとして要請されている。以下この項目でも特に断らない限りフィルターの条件として固有性を仮定する。

上に上げた定義は任意の半順序集合上にフィルターを定義する上で最も一般的な形式であるが、初めフィルターは束に対してだけ定義されていた。束の場合には次の条件によってフィルターを特徴付けることができる：束 (P, ≤) の空でない部分集合 F は、上に開いていて、かつ有限回の交わり操作（最大下界）で閉じている（つまり、x と y が F に入っているなら x ∧ y も F に入っている）とき、およびそのときに限ってフィルターになる。
P 上のフィルター F と G について、F ⊆ G ならば G は F より細かい、または F は G より粗いといい、これら二つのフィルターは比較可能だという。二つのフィルターがいつでも比較できるとは限らない。比較可能なほかのどんな真のフィルターよりも細かい真のフィルターは超フィルター (ultrafilter) と呼ばれる。
P の元 p を含むような P 上のフィルターのうちで最も小さいものは単項フィルターと呼ばれ、また p はそのフィルターの生成元と呼ばれる。p によって生成される単項フィルターは具体的には  ↑p = { x ∈ P | p ≤ x } として与えられる。
フィルターの双対概念をイデアルという。つまりフィルターの条件における ≤ を ≥ に、∧ を ∨ にそれぞれ取り替えた条件を満たす半順序集合の部分集合をイデアルという。
このイデアルの定義は束上で代数構造におけるイデアルの概念と一致する(束は順序構造とともに代数構造を持つ)(この時、超フィルターの概念は極大イデアルに対応する)。

## 写像とフィルター
Φ: K → L を束 K, L の間の束準同型、F を L 上のフィルターとし、F の Φ による逆像 Φ−1(F) = { x ∈ K : Φ(x) ∈ F } は空集合でないとする。このとき Φ−1(F) は K 上のフィルターとなる。更に K, L が最小元を持つ束で Φ が最小限を保つ束準同型のとき、F が真のフィルターなら Φ−1(F) も真のフィルターとなる。

## 冪集合の上のフィルター
フィルターの特別な例として冪集合上に定義されるフィルターが挙げられる。任意の集合 S に対し、その冪集合 P(S) 上に部分集合のあいだの包含関係によって半順序 ⊆ を定めることができ、これによって (P(S), ⊆) は束になる。特に混乱のないときは P(S) 上のフィルターは単に S 上のフィルターと呼ばれる。この集合 S 上のフィルター F は次のような P(S) の部分集合として特徴付けられる:
1. S は F に入っている（F は空でない）
2. 空集合は F に入っていない（F は固有フィルター）
3. A と B が F に入っているならそれらの共通部分も F に入っている（F は有限の共通分操作について閉じている）
4. A が F の元、B が S の部分集合でかつ A が B の部分集合になっていれば B も F に入っている（F は上に閉じている）

はじめの3つの条件からフィルターは有限交差性を持つ（フィルターの元の有限個の共通分は空にならない）ことが分かる。
次の性質を持つ P(S) の部分集合 B はフィルター基と呼ばれる:
1. B に属する有限個の集合の共通部分は B のある集合を含む
2. B は空でなく、空集合は B に入っていない

フィルター基 B が与えられたとき、 B を含む P(S) の元すべてを考えることでフィルターが得られる。
集合 X 上のフィルター F と写像 f: X → Y に対し、P(Y) の部分集合 { f(A) : A ∈ F } はフィルター基になっている。これによって生成されるフィルターは記法の濫用によって f(F) と書かれる。
S の各部分集合 T に対して、 T が生成する単項フィルターが考えられる。また、S の任意の元 p について、 {p} が生成する単項フィルターのことを言葉の濫用により p が生成する単項フィルターとも呼ぶ。S の任意の元 p について、p が生成するフィルターは超フィルターになっている。有限集合上の超フィルターは必ず単項フィルターの形をしている。反対に、（無限集合上で）単項フィルターの形をしていない超フィルターの存在証明にはツォルンの補題が必要になる。
F が S 上の超フィルターならば、S の任意の部分集合 A について A ∈ F か Ac ∈ F のどちらかが成立している。

### 例
- 無限集合S に対し、補集合が有限であるようなS の部分集合すべての集まりは S 上のフレシェフィルターと呼ばれる。
- 集合 X 上の一様空間の構造は X × X 上のフィルターのうちで特定の公理を満たすものによって与えられる。
- Rasiowa-Sikorskiの補題によって半順序集合上のフィルターが構成され、強制法で用いられている。

### モデル理論におけるフィルター
集合 S 上の任意のフィルター F に対し、以下のようにして集合関数が定義できる：
{\displaystyle m(A)={\begin{cases}1&{\text{if }}A\in F\\0&{\text{if }}S\setminus A\in F\\{\text{undefined}}&{\text{otherwise}}\end{cases}}}
この関数は有限加法性を持ち、弱い意味での測度になっている。従って「φ はほとんど至る所成り立つ」の類似として、
{\displaystyle \{x\in S\mid \varphi (x)\}\in F}
というかたちの言明が考えられる。フィルターへの帰属関係についてのこの解釈はモデル理論における超積の研究で（直ちに厳密な証明を与えるものではないが）指導原理として用いられている。

### 超積
N を自然数の集合、F を N 上の単項フィルターでない超フィルターとする。任意の集合 S について S の元の列がなす集合 SN の上で、「N の部分集合 { n | xn = yn } が F に入っている」という関係 (xn)n∈N ∼ (yn)n∈N を考えることができる。フィルターの満たす条件からこれは SN 上の同値関係を定めており、この関係 ∼ によって SN を割って得られる集合 Sω は S の超積（超冪）とよばれる。もとの集合 S は定値列によって Sω に埋め込まれていると考えることができる。
こうして構成される超積は超準解析の最も簡単なモデルを与えている。S が有理数の集合 Q のとき、数列
(0, 1, 0, 1, 0, 1, 0, ...)
が表す Qω の元は、偶数集合と奇数集合のどちらが超フィルター Fに入っているかに応じて Q の元 0 か 1 のどちらかと同じものを表している。

### 位相幾何学におけるフィルター
位相幾何学や解析学において、距離空間での点列の収束の類似として、一般的な収束の概念を定式化するためにフィルターが用いられる。
位相空間 X の点 x があたえられたとき、 x の近傍すべてを取ることで X 上のフィルター Nx が得られる。X 上の（固有）フィルター F で Nx より細かいものは x に収束しているといわれ、F → x とかかれる。フィルター F と G について、G が F より細かく、F → x となっていれば明らかに G → x も成り立っている。また、点 x の任意の近傍がフィルター F の任意の元と交わるとき、つまり任意の M ∈ F についてx が M の閉包に入っているとき、x は F の集積点だという。この状況は Nx と F のどちらよりも細かいフィルターが存在する、として言い換えられる。
また（適切な公理を満たす）収束フィルターとその収束先の組全てからなる族が与えられたとき、そこから位相を定義することが出来る（その点に収束するフィルターの共通部分として近傍系が定義される）。このことから位相空間論の諸結果は次のように全てフィルターを用いた議論に言い換えられる：
1. X 上の任意のフィルターの極限が高々一つ（つまり、多くても一つの点にしか収束していない）のとき、およびそのときに限って X はハウスドルフ空間になる。
2. 位相空間のあいだの写像 f が点 x で連続になるのは、F → x ならば f(F) → f(x) となっているとき、およびそのときに限る。
3. X が（準）コンパクトになるのは任意の超フィルターが収束しているとき、およびそのときに限る。

### 一様空間におけるフィルター
F を一様空間 X の上のフィルターとするとき、X のどんな近縁 U についても A ∈ F が存在して x, y ∈ A ならば (x, y) ∈ U となっているとき、F はコーシーフィルターだと言われる。X が距離空間の場合には、この条件は
{\displaystyle \forall \epsilon >0\quad \exists A\in F\quad \operatorname {diam} (A)<\epsilon }
と定式化できる。任意のコーシーフィルターが収束しているとき X は完備だと言われる。
コーシーフィルター F について、より細かいフィルター G で G → x となっている物があれば、 F → x も成立している。従って、コンパクト空間は一様空間として完備になる。逆に、一様空間は完備で全有界なとき、およびそのときに限りコンパクトになる。

## 他分野への応用

### 社会選択理論 (経済学) におけるフィルター
社会選択理論において、単項フィルターでない超フィルターは、無限人の選好を集計するための (社会厚生関数とよばれる) 集計ルールを構築するために用いられる。有限人ケースに対する有名なアローの不可能性定理の述べるところと異なり、そのような集計ルールは、アローが提示した条件 (公理) をすべて満たすことが知られている (e.g., Kirman and Sondermann, 1972)。
しかしながら、そのような集計ルールを計算するようなアルゴリズムは存在しないため、それらの集計ルールの実用的な意味合いは乏しいことが指摘されており、アローの不可能性定理をかえって強化する結果となっている (Mihara, 1997, 1999)。